# Rana graeca
Rana graeca es una especie de anfibio anuro de la familia Ranidae.

## Distribución geográfica
Esta especie es endémica de los Balcanes. Habita en:
- el suroeste de Bosnia y Herzegovina;
- Montenegro;
- Serbia;
- Kosovo;
- Albania;
- Macedonia
- el suroeste de Bulgaria;
- Grecia continental y Eubea.[3]

## Descripción
Rana graeca mide de 70 a 80 mm de largo. Su cuerpo tiene un color que va del gris o marrón a través de varios tonos de amarillo, rojo o verde oliva.

## Etimología
El nombre de la especie le fue dado en referencia al lugar de su descubrimiento, Grecia.

## Publicación original
- Boulenger, 1891 : Description of a new European frog. Annals and Magazine of Natural History, sér. 6, vol. 8, p. 346-353[4]